# Andād
Andād (persiska: انداد) är en ort i Iran.   Den ligger i provinsen Khorasan, i den nordöstra delen av landet, 700 km öster om huvudstaden Teheran. Andād ligger 1 173 meter över havet och antalet invånare är 666.
Terrängen runt Andād är platt åt sydväst, men åt nordost är den kuperad. Runt Andād är det ganska tätbefolkat, med 58 invånare per kvadratkilometer. Närmaste större samhälle är Gajvān, 9,4 km sydost om Andād. Omgivningarna runt Andād är i huvudsak ett öppet busklandskap.